# 石云生
石云生（1940年1月—），山东临朐人。中国人民解放军海军第五任司令员(1996年-2003年)。

## 经历
1958年6月毕业于空军第一航空预备学校。1962年7月毕业于空军第七航空学校。1962年8月任海军航空兵飞行员，1964年5月任中队长，1966年10月任副大队长，1969年10月任副团长。1976年9月任北海舰队航空兵副司令员。1979年入读海军指挥学院，后又入读国防大学合同班
- 1981年4月任海军航空兵某师师长
- 1983年6月任南海舰队航空兵司令员
- 1990年任海军航空兵副司令员
- 1992年任海军副司令员
- 1996年11月任海军司令员
- 2000年6月21日晋升上将军衔
- 2003年6月發生361号常规动力潜艇失事后被免职。

石云生是中共第十五屆、十六屆中央委員。